# Pale (zapasy)

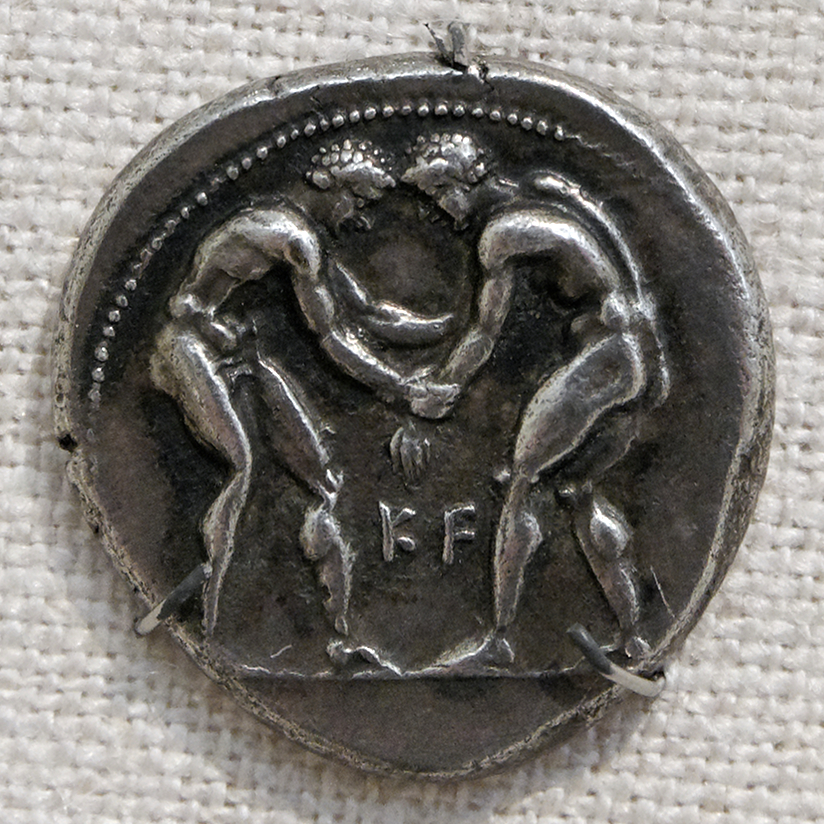
Zapaśnicy – awers srebrnej tetradrachmy z Aspendos w Pamfilii, ok. 400–370 p.n.e., Metropolitan Museum of Art

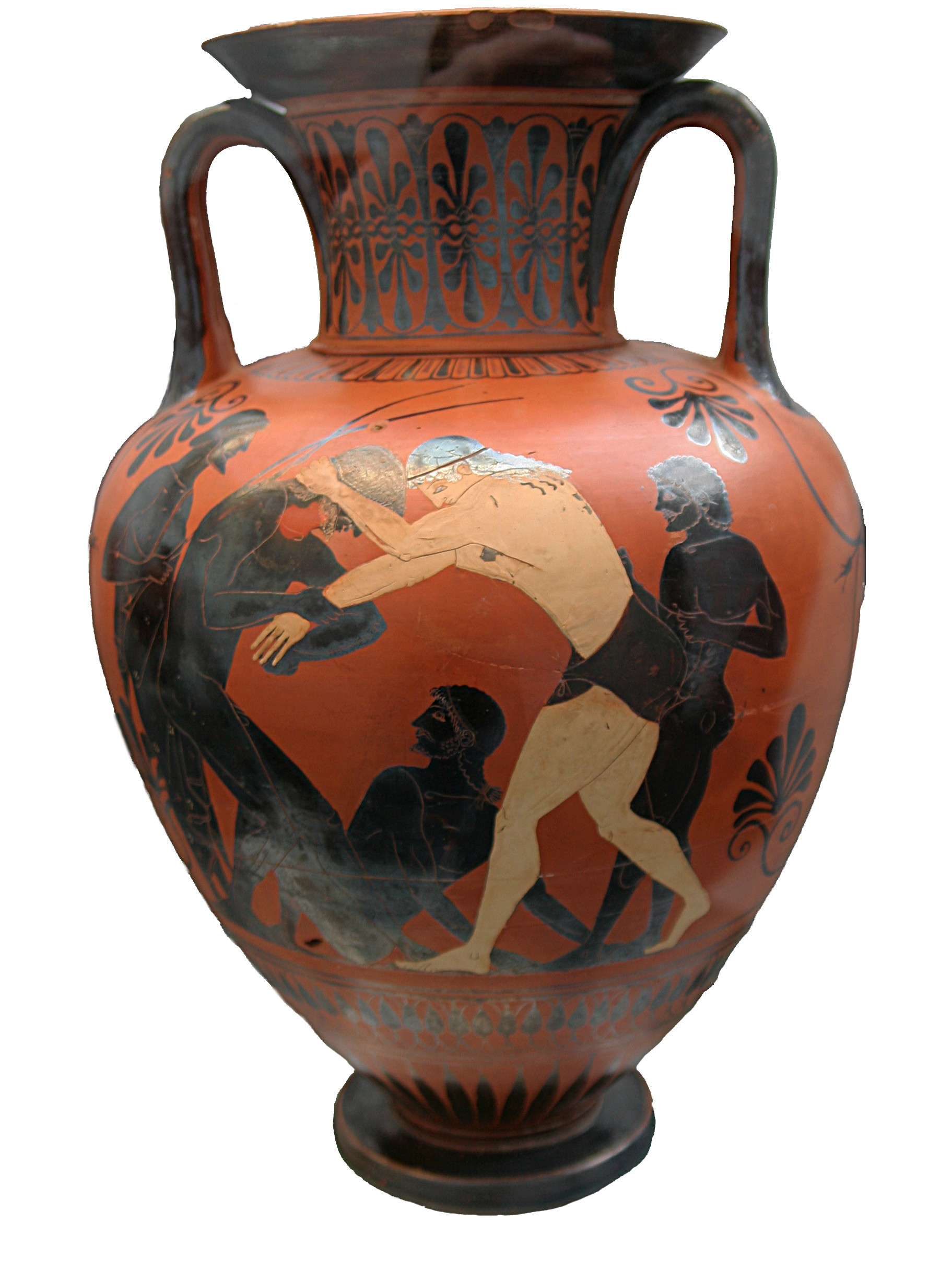
Zapasy Peleusa i Atalanty, strona A attycznej amfory, styl czarnofigurowy, ok. 500–490 p.n.e., Staatliche Antikensammlungen

Pale (stgr. πάλη, pálē) – dyscyplina sportowa uprawiana w starożytnej Grecji, zapasy, samodzielna konkurencja igrzysk olimpijskich od 708 p.n.e., także jedna z pięciu konkurencji pięcioboju antycznego rozegranego po raz pierwszy podczas igrzysk olimpijskich w 708 p.n.e.

## Opis
Zapasy pale rozgrywano w trzech grupach wiekowych, a nie w kategoriach wagowych. Podczas igrzysk olimpijskich w grupach mężczyzn i chłopców, a w trakcie innych zawodów także w grupie pośredniej.
Walki rozgrywano w miejscu zwanym skamma, które było najprawdopodobniej przygotowywane spontanicznie na czas zawodów poprzez wykopanie zagłębienia w stadionie. Wymiary skammy nie są znane. Na podstawie taktyki obronnej zapaśników wnioskować można, że skamma była znacznie większa od współczesnego ringu. Skammę przygotowywali sami atleci. Na potrzeby treningów skamma była zalewana wodą, natomiast zawody odbywały się na suchej skammie, wypełnionej piaskiem. Treningi zapaśników odbywały się w palaestrze.
Pary zapaśników były dobierane na drodze losowania. Losy kleros były wielkości fasoli, a na każdym była litera – każdej z liter alfabetu odpowiadały dwa losy. Wszystkie były mieszane w dzbanie, z którego zawodnicy losowali litery – zawodnicy z dwoma tymi samymi literami stawali naprzeciw siebie w zawodach. W przypadku nieparzystej liczby zawodników do dzbana wrzucano jeden los oznaczony ostatnią literą alfabetu – ten kto go wylosował (efedros) nie brał udziału w pierwszej rundzie. Wygranie zawodów bez walkoweru uchodziło za szczególny honor.
Przed walką zawodnicy nacierali ciało oliwą, a tuż przed wejściem na skammę obsypywali się ziemią, by mieć lepszy chwyt. Po zawodach czyścili ciało, zeskrobując warstwę oliwy zlepionej z ziemią przy pomocy narzędzia o zakrzywionym ostrzu – strigila.
Zwycięzcą w walce zostawał ten zapaśnik, który trzykrotnie powalił przeciwnika, samemu nie upadając trzykrotnie. Zwycięzca nazywany był triakterem. Nie do końca wiadomo, jak wyglądać miały zwycięskie rzuty – przeciwnik był powalony, kiedy jego plecy, jedno z bioder lub ramiona dotykały ziemi albo gdy ziemi dotykały jego obydwa kolana.
Zapasy pale odbywały się w pozycji stojącej, a także w parterze. Współczesne zapasy w stylu klasycznym (grecko-rzymskim) niewiele mają wspólnego z zapasami pale. Do zapasów pale zbliżone są natomiast tradycyjne zapasy mongolskie i tureckie.

## Historia
Od 708 p.n.e. zapasy pale jako pierwsza dyscyplina poza biegami została włączona do programu starożytnych igrzysk olimpijskich. Pale były końcową konkurencją pięcioboju antycznego, która wyłaniała ostatecznego zwycięzcę.

### Lista zwycięzców
Poniższa lista została stworzona na podstawie informacji w banku danych igrzysk olimpijskich Fundacji Świata Helleńskiego (gr. Ίδρυµα Μείζονος Ελληνισµού, (ΙΜΕ), ang. Foundation of the Hellenic World, (FHW)) :
| Igrzyska | Rok        | Zwycięzca                   | Miejsce pochodzenia    |
| -------- | ---------- | --------------------------- | ---------------------- |
| 18.      | 708 p.n.e. | Eurybatos                   | Sparta                 |
| 39.      | 624 p.n.e. | Hippostenes                 | Sparta                 |
| 40.      | 620 p.n.e. | Hippostenes                 | Sparta                 |
| 41.      | 616 p.n.e. | Hippostenes                 | Sparta                 |
| 42.      | 612 p.n.e. | Hippostenes                 | Sparta                 |
| 43.      | 608 p.n.e. | Hippostenes                 | Sparta                 |
| 45.      | 600 p.n.e. | Hetojmokles                 | Sparta                 |
| 46.      | 596 p.n.e. | Hetojmokles                 | Sparta                 |
| 47.      | 592 p.n.e. | Hetojmokles                 | Sparta                 |
| 48.      | 588 p.n.e. | Hetojmokles                 | Sparta                 |
| 62.      | 532 p.n.e. | Milon                       | Kroton                 |
| 63.      | 528 p.n.e. | Milon                       | Kroton                 |
| 64.      | 524 p.n.e. | Milon                       | Kroton                 |
| 65.      | 520 p.n.e. | Milon                       | Kroton                 |
| 66.      | 516 p.n.e. | Milon                       | Kroton                 |
| 67.      | 512 p.n.e. | Timasiteos                  | Kroton                 |
| 68.      | 508 p.n.e. | Kalliteles                  | Sparta                 |
| 71.      | 496 p.n.e. | Eksainetos                  | Akragas                |
| 74.      | 484 p.n.e. | Telemakos                   | Farsalos               |
| 76.      | 476 p.n.e. | nieznany                    | Maroneja               |
| 77.      | 472 p.n.e. | [...]menes                  | Samos                  |
| 78.      | 468 p.n.e. | Efarmostos (lub Eparmostos) | Opus                   |
| 80.      | 460 p.n.e. | Amesinas                    | Barke                  |
| 81.      | 456 p.n.e. | Leontiskos                  | Mesyna                 |
| 82.      | 452 p.n.e. | Leontiskos                  | Mesyna                 |
| 83.      | 448 p.n.e. | Keimon                      | Argos                  |
| 84.      | 444 p.n.e. | Taurostenes                 | Egina                  |
| 85.      | 440 p.n.e. | Teopompos II                | Heraja                 |
| 86.      | 436 p.n.e. | Teopompos II                | Heraja                 |
| 94.      | 404 p.n.e. | Symmakos                    | Elida                  |
| 95.      | 400 p.n.e. | Baukis                      | Trezen                 |
| 97.      | 392 p.n.e. | Eutymenes                   | Mainalos               |
| 98.      | 388 p.n.e. | Aristodemos                 | Elida                  |
| 99.      | 384 p.n.e. | Narykidas                   | Figaleja               |
| 106.     | 356 p.n.e. | Chajron                     | Pellene                |
| 107.     | 352 p.n.e. | Chajron                     | Pellene                |
| 108.     | 348 p.n.e. | Chajron                     | Pellene                |
| 109.     | 344 p.n.e. | Chajron                     | Pellene                |
| 112.     | 332 p.n.e. | Chilon                      | Patras                 |
| 113.     | 328 p.n.e. | Chilon                      | Patras                 |
| 118.     | 308 p.n.e. | Seleadas                    | Sparta                 |
| 120.     | 300 p.n.e. | Keras                       | Argos                  |
| 121.     | 296 p.n.e. | Amfiares                    | Sparta                 |
| 127.     | 272 p.n.e. | Nikarkos                    | Elida                  |
| 141.     | 216 p.n.e. | Paianios                    | Elida                  |
| 142.     | 212 p.n.e. | Kapros                      | Elida                  |
| 144.     | 204 p.n.e. | Demokrates                  | Tenedos                |
| 147.     | 192 p.n.e. | Kleitostratos               | Rodos                  |
| 156.     | 156 p.n.e. | Aristomenes                 | Rodos                  |
| 158.     | 148 p.n.e. | nieznany                    | Elida                  |
| 172.     | 92 p.n.e.  | Protofanes                  | Magnezja nad Meandrem  |
| 177.     | 72 p.n.e.  | Isidoros                    | Aleksandria            |
| 178.     | 68 p.n.e.  | Straton                     | Aleksandria            |
| 179.     | 64 p.n.e.  | Straton                     | Aleksandria            |
| 182.     | 52 p.n.e.  | Marion                      | Aleksandria            |
| 198.     | 13 n.e.    | Aristeas                    | Stratonika             |
| 204.     | 37 n.e.    | Nikostratos                 | Ajgaj                  |
| 207.     | 49 n.e.    | Tiberius Claudius Patrobius | Antiochia              |
| 208.     | 53 n.e.    | Tiberius Claudius Patrobius | Antiochia              |
| 209.     | 57 n.e.    | Tiberius Claudius Patrobius | Antiochia              |
| 229.     | 137 n.e.   | Hermagoras                  | Magnezja koło Sipylosu |
| 231.     | 145 n.e.   | Dionysios                   | Seleucja               |
| 236.     | 165 n.e.   | Marcus Aurelius Chrysippos  | Smyrna                 |
| 239.     | 177 n.e.   | Marcus Aurelius Hermagoras  | Magnezja koło Sipylosu |
| 243.     | 193 n.e.   | Marcus Aurelius Asklepiades | Aleksandria            |
| 244.     | 197 n.e.   | Marcus Aurelius Asklepiades | Aleksandria            |
| 247.     | 209 n.e.   | Gerenos                     | Naukratis              |
| 248.     | 213 n.e.   | Aurelius Aelix              | Fenicja                |

Jednym z największych zapaśników greckich był Milon z Krotonu, wspomniany m.in. w Dziejach Herodota, a także przez Pauzaniasza oraz Strabona. Milon był sześciokrotnym zwycięzcą igrzysk olimpijskich. Według anegdoty, na jednych igrzyskach (najprawdopodobniej w 520 p.n.e.) Milon był jedynym zapaśnikiem, który zgłosił się na zawody – nikt nie chciał się z nim mierzyć. Kiedy szedł po laur olimpijski, potknął się i upadł. Z powodu upadku publiczność miała wtedy domagać się nieprzyznania mu lauru. Milon miał wówczas odpowiedzieć, że upadł jedynie jeden raz, a nie trzy i dodał: „Dajcie tu kogoś, kto powali mnie jeszcze dwa razy”.
Grecki geograf Pauzaniasz wzmiankuje również o dwukrotnym zwycięzcy igrzysk, Leontiskosie z Mesyny, który był marnym zapaśnikiem, ale potrafił boleśnie wyginać palce przeciwnika bez ich łamania (łamanie palców było zabronione).